# Jacques Lauche
Jacques Lauche est un homme politique français né le 27 septembre 1872 à Mont-de-Marsan (Landes) et mort le 9 décembre 1920 à Paris.
Mécanicien, il adhère au Parti ouvrier en 1889, et milite activement dans les congrès à partir de 1895, devenant membre de commission administrative du parti socialiste. Il participe à la réunification et fonde la revue syndicale et coopérative. Il est secrétaire de l'Union des mécaniciens de la Seine de 1899 à 1906. Il est député de la Seine de 1910 à 1920, siégeant sur les bancs socialistes.
Il est inhumé au cimetière du Père-Lachaise (76e division).

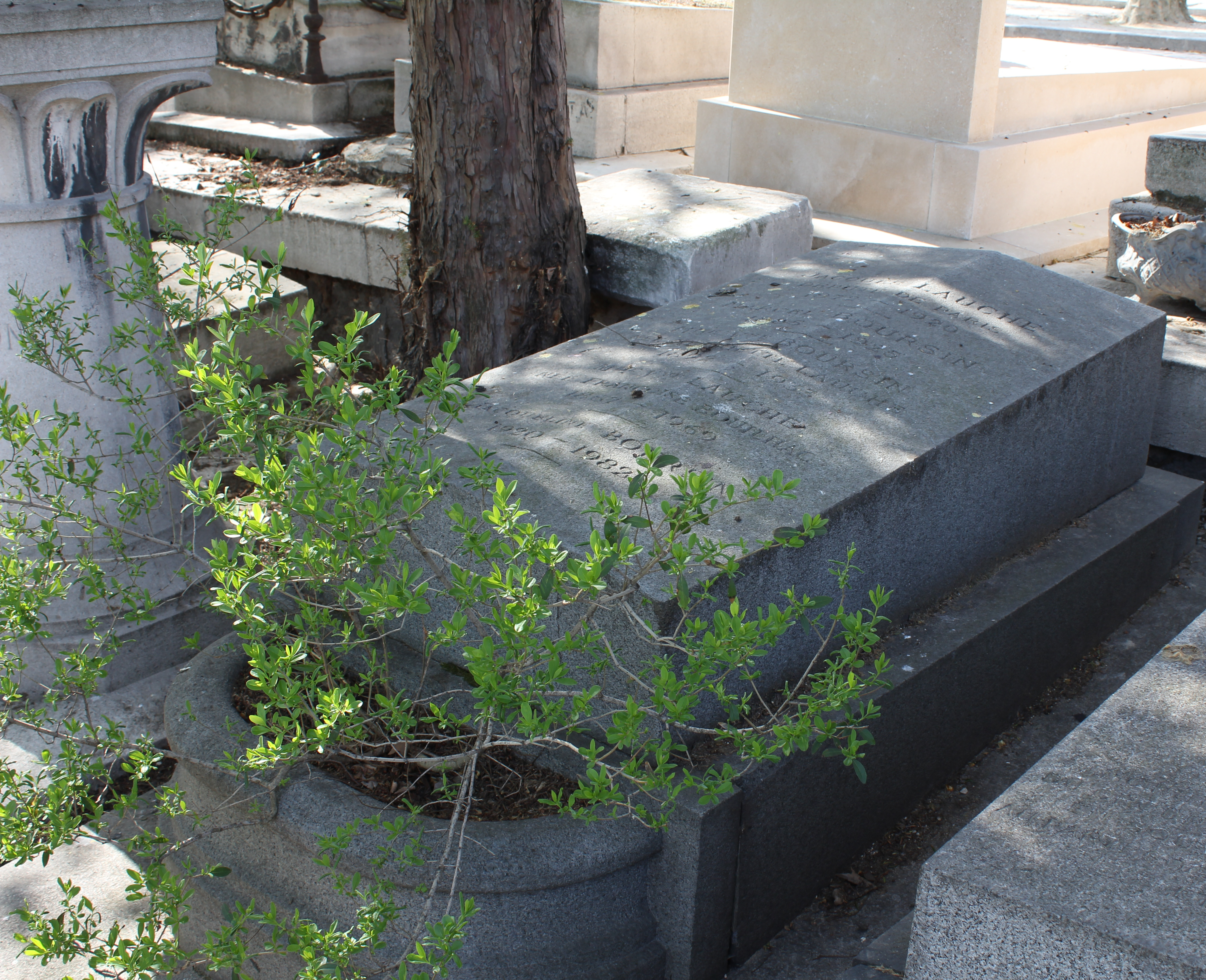
Tombe au Père-Lachaise.

### Sources
- « Jacques Lauche », dans le Dictionnaire des parlementaires français (1889-1940), sous la direction de Jean Jolly, PUF, 1960 [détail de l’édition]